# Катастрофа Ил-62 под Дмитровом
Катастро́фа Ил-62 под Дмитровом — крупная авиационная катастрофа, произошедшая вечером в пятницу 13 октября 1972 года в Московской области на берегу Нерского озера. Авиалайнер Ил-62 предприятия «Аэрофлот» выполнял международный рейс SU217 по маршруту Париж — Ленинград — Москва, но при заходе на посадку в пункте назначения врезался в землю в 11,9 километра от аэропорта Шереметьево. Погибли все находившиеся на его борту 174 человека (164 пассажира и 10 членов экипажа).
Эта авиакатастрофа являлась крупнейшей в истории человечества до 22 января 1973 года (когда в катастрофе Boeing 707 в Кано погибли 176 человек), крупнейшей в истории СССР до 11 августа 1979 года, когда произошло столкновение над Днепродзержинском, и крупнейшей в истории России до 11 октября 1984 года, когда произошла катастрофа Ту-154 в Омске (в обеих погибло по 178 человек).

## Самолёт
Ил-62 (регистрационный номер CCCP-86671, заводской 70301, серийный 03-01), по имеющимся данным, был выпущен Казанским авиазаводом имени С. П. Горбунова 25 мая 1967 года. В июне того же года он демонстрировался на международном авиасалоне в Ле-Бурже (Париж, Франция). В некоторых источниках указано, что самолёт был построен 28 мая 1968 года, но это, вероятно, на самом деле дата его передачи МГА СССР (выполняло полёты под фирменным наименованием «Аэрофлота»), которое в свою очередь направило борт СССР-86671 в Шереметьевский ОАО (217-й лётный отряд) Центрального управления международных воздушных сообщений, куда он и поступил к 14 июня. С июня по октябрь 1969 года лайнер эксплуатировался объединением «Аэрофлота» и Československé aerolinie a.s. (ČSA). Оснащён четырьмя турбовентиляторными двигателями НК-8-4 СНТК имени Н. Д. Кузнецова. На день катастрофы совершил 1674 цикла «взлёт-посадка» и налетал 4374 часа.

## Экипаж
Самолётом управлял опытный экипаж в составе:
- Командир воздушного судна (КВС) — 44-летний Александр Максимович Завальный. Родился 7 января 1928 года. В 1946 году попытался поступить в лётное училище в Акстафе (Азербайджанская ССР), но его забраковали. В 1947 году поступил в сельскохозяйственный техникум в Коломне (Московская область), параллельно проходя обучение в Коломенском аэроклубе. После окончания техникума в 1950 году поступил в Сасовское лётное училище гражданской авиации (Рязанская область), которое закончил в 1951 году, а затем в этом же училище начал работать пилотом-инструктором. В 1954 году переехал в Краснодар, где начал работать на По-2 в сельхозавиации. В 1955 году перевёлся в Ереван, где начал выполнять полёты на Ли-2. В 1959 году перевёлся в Челябинск, где работал командиром эскадрильи Ли-2, а затем командиром Ил-18. В 1966 году перевёлся в Москву, в Домодедовский авиаотряд, где работал командиром Ил-62, а с 1969 года начал работать на международных авиалиниях командиром Ил-62 в 210-м лётном отряде, базирующемся в аэропорту Шереметьево[6].
- Второй пилот — 47-летний Николай Васильевич Адамов. Родился 15 октября 1924 года. В 1942 году получил аттестат зрелости и пошёл на фронт. Ветеран Великой Отечественной войны, был командиром ракетной установки «Катюша», принимал участие в Сталинградской битве, дошёл до Берлина. Награждён орденами Славы II и III степени, Красной звезды, медалями «За отвагу», за «Кёнигсберг» и «Берлин». После окончания Великой Отечественной войны, осенью 1945 года поступил в Ейское военно-морское авиационное училище, окончив которое, подал рапорт, в котором попросил направления на Дальний Восток для прохождения службы. На Дальнем Востоке служил в авиации Тихоокеанского флота в 41-м и 58-м истребительных авиаполках, где летал на Миг-17. В 1958 году стал командиром эскадрильи, был лётчиком 1-го класса, а его эскадрилья считалась лучшей в дивизии. В 1960 году попал под сокращение, в связи с чем был вынужден уйти в отставку. С трудом поступил в гражданскую авиацию, а в 1962 году он успешно окончил Высшую школу пилотов Гражданского воздушного флота, после чего был назначен вторым пилотом Ан-12 254-го лётного отряда полярной авиации. Через три года его повысили до командира Ан-12 и перевели в Транспортное управление международных воздушных линий. В 1971 году получил квалификацию второго пилота Ил-62, после чего сразу направлен в авиаотряд, который выполнял полёты на Ил-62, взятых в лизинг египетской авиакомпанией EgyptAir. Роковой полёт был для него последним перед уходом в отпуск[6][7].
- Штурман — Николай Антонович Щур.
- Бортинженер — Виктор Павлович Басурин.
- Бортрадист — Владислав Сергеевич Козьмин.

В салоне самолёта работали 5 бортпроводников:
- Нина Алексеевна Бобнева,
- Вильям Александрович Каркачиди,
- Раиса Ивановна Марченко,
- Густава Юльевна Рябова,
- Галина Васильевна Родионова.

## Хронология событий
| Гражданство людей на борту | Гражданство людей на борту | Гражданство людей на борту | Гражданство людей на борту |
| Страна                     | Пассажиры                  | Экипаж                     | Всего                      |
| -------------------------- | -------------------------- | -------------------------- | -------------------------- |
| Австралия                  | 1                          | 0                          | 1                          |
| Алжир                      | 6                          | 0                          | 6                          |
| ГДР                        | 1                          | 0                          | 1                          |
| СССР                       | 118                        | 10                         | 128                        |
| Чили                       | 38                         | 0                          | 38                         |
| Итого                      | 164                        | 10                         | 174                        |

Ил-62 борт СССР-86671 выполнял международный пассажирский рейс SU217 из Парижа в Москву с промежуточной посадкой в Ленинграде. Относительно посадки в Ленинграде встречаются данные, что московский аэропорт Шереметьево был закрыт из-за сложных погодных условий (туман), поэтому экипаж направился на запасной аэродром, которым и был ленинградский аэропорт Шоссейная (так тогда назывался аэропорт Пулково); по другим данным, посадка в Ленинграде была плановой, а далее должен был выполняться уже внутренний рейс (возможно, SU2436). За время стоянки в Ленинграде с самолёта сошла часть пассажиров, а вместо них на борт сели новые, купившие билеты до Москвы. Также в Ленинграде из багажного отсека выгрузили доставленный из Парижа гроб с прахом известного композитора Александра Глазунова (позже его перезахоронят в Александро-Невской лавре). В 20:59 рейс 217 со 164 пассажирами и 10 членами экипажа на борту вылетел из аэропорта Шоссейная и, поднявшись до 9000 метров, направился к Москве.
Контрольный пункт маршрута Починок был пройден с отклонением на 15 километров к северу, после чего диспетчер дал разрешение снижаться до 7200 метров и выходить на опорную приводную радиостанцию (ОПРС) Богданово. Вскоре экипаж доложил о прохождении Богданова, на что диспетчер ВДРП озвучил поправку, что, согласно показаниям радиолокатора, авиалайнер на самом деле ещё в 35 километрах от этого пункта и к тому же отклонился на 30 километров к югу от оси трассы. Чтобы исправить данную ситуацию, диспетчер дал экипажу указание выполнить поворот на восток и следовать курсом 90°, что экипаж и выполнил, тем самым войдя в воздушный коридор № 1 Московской воздушной зоны, после чего начал снижаться уже на ОПРС Савелово. Когда Савелово было пройдено на высоте 3700 метров, диспетчер дал указание экипажу снижаться с курсом 180° (на юг), занимать высоту 1800 метров и переходить на связь с диспетчером круга.
На эшелоне передачи экипаж перешёл на связь с диспетчером круга. Когда лайнер следовал с курсом 160° на высоте 1200 метров, диспетчер дал команду снижаться и занимать высоту круга 400 метров и выходить в район третьего разворота, а также передал настройки давления для барометрических высотомеров — 742 мм рт. ст. Так как в этой передаче диспетчер не назвал курс посадки, то командир экипажа Завальный запросил уточнить курс и условия посадки. На это диспетчер передал: в район третьего разворота, курс 68°. Командир экипажа доложил: Понял вас, а ещё через три секунды уже бортрадист повторил: …в район третьего, занимаем 400 метров, по давлению 742. Это был последний радиообмен с рейсом 217, который в тот момент следовал на высоте 750 метров. Больше экипаж на связь уже не выходил, в том числе не доложил о занятии высоты 400 метров. Диспетчер круга попытался вызвать их, но ответа так и не было, а засветка борта СССР-86671 исчезла с экрана радиолокатора.
В 21:49:22 летящий по магнитному курсу 94°, выполняющий правый поворот рейс SU217 на скорости 620 км/ч и с вертикальной скоростью 12 м/с, под небольшим углом и с правым креном врезался правой консолью крыла в поле рядом с Нерским озером, что в 15 километрах к северу от аэропорта Шереметьево. От удара консоль крыла разрушилась, после чего в землю врезалась уже носовая часть фюзеляжа. Промчавшись по полю 310—330 метров, лайнер врезался в лес, а ещё через 200 метров полностью разрушился. Катастрофа произошла в 11,9 километра к северу (азимут 0°) от контрольной точки аэропорта Шереметьево в точке координат 56°04′50″ с. ш. 37°24′36″ в. д.. По воспоминаниям очевидцев, всё поле было усеяно мелкими кусочками обшивки — это было всё, что осталось от самолёта. Общая площадь разброса обломков — 550 на 80 метров. Погибли все 174 человека на борту самолёта.

СООБЩЕНИЕ ТАСС
ТАСС уполномочен сообщить, что, по данным Министерства гражданской авиации, 13 октября 1972 года в 21 час 50 минут в районе Шереметьевского аэропорта потерпел катастрофу пассажирский самолёт, следовавший из
Ленинграда в Москву. Пассажиры и экипаж погибли.
Для расследования причины катастрофы назначена правительственная комиссия— 
На то время по числу погибших это была крупнейшая авиакатастрофа в мире (поначалу многие газеты ошибочно указывали 176 погибших). На настоящее время (2022 год) по масштабам занимает второе место среди авиакатастроф с участием Ил-62 (после катастрофы в Варшаве) и произошедших на территории России (после катастрофы Ту-154 в Омске).

## Расследование
По данным комиссии, все системы самолёта до его столкновения с землёй работали нормально. Погода также не могла быть причиной падения: горизонтальная видимость 1500 метров, ветер слабый, температура +6 °C. Самолёт был оборудован автопилотом «Полёт-1», который позволял осуществлять заход на посадку в автоматическом режиме. Согласно данным регистратора полётных данных МСРП-12, выход из снижения экипаж начал на высоте 800 метров при скорости 560 км/ч и за 34 секунды до катастрофы. До высоты 740—600 метров действия экипажа соответствовали требуемым, и параметры полёта были в норме. Однако далее экипаж уже не предпринимал действий по выводу самолёта в горизонтальный полёт, а также по предотвращению столкновения с землёй. Причина этого не была установлена, так как речевой самописец МС-61 переговоры пилотов не записал из-за израсходования носителя (проволоки).
Были заодно выявлены нарушения в работе диспетчера, который назвал посадочный курс лишь по запросу командира рейса 217. Также, при повторении указаний по посадке, командир ошибочно назвал давление 746 мм рт. ст. (а не 742), однако диспетчер его не поправил. Экипаж установку давления на эшелоне перехода не доложил. Позже диспетчер не потребовал от экипажа доклада об установке давления на эшелоне перехода, который те забыли доложить. Однако неправильная настройка барометров не могла стать причиной катастрофы, так как ошибка в 4 мм рт. ст. соответствует разнице высот около 40 м, и даже при стандартных 760 мм рт. ст. и при занятии по высотомеру высоты 400 метров самолёт оказался бы в 200 метрах над землёй, чего вполне достаточно для вывода самолёта в горизонтальный полёт.
Таким образом, точные причины, почему экипаж, начиная с высоты 600—500 метров, не стал прекращать снижение самолёта, так и не были установлены. Существуют лишь предположения, почему это произошло, в том числе:
- нарушение работоспособности и нормального психофизиологического состояния в результате возможного воздушного разряда статического электричества или других явлений;
- частичный отказ в системе продольного управления самолётом. При этом зафиксированные бортовым самописцем незначительные отклонения руля высоты не дают оснований делать вывод как о полной исправности продольного управления, так и об осознанном воздействии пилотов на руль высоты при пилотировании исправного самолёта вблизи земли.

### Комментарии
1. ↑  Здесь и далее по умолчанию указано Московское время — MSK